# Retzer See
Der Retzer See ist ein trockengelegter See südöstlich der Stadt Retz, Niederösterreich.

## Lage
Der ehemalige Retzer See entspricht der Flur Im See, in der sich die ca. 20 Hektar große Wasserfläche befunden hat. Die Niederung wird durch den Seegraben entwässert.

## Geschichte
Bereits im Neolithikum war das Ufer des der Retzer Sees besiedelt, wie zahlreiche Funde belegen. Bereits im 17. Jahrhundert wurde mit der Trockenlegung zur Gewinnung von Kulturland begonnen. Seit dem 18. Jahrhundert ist der See vollständig trockengelegt; das Gelände hatte sich in Feuchtwiesen verwandelt. Eine landwirtschaftliche Nutzung war erst ab Mitte des 19. Jahrhunderts möglich.
In jüngster Zeit gibt es Überlegungen, den See wieder mit Wasser zu befüllen.